# Italindo
PT Italindo war ein indonesischer Hersteller von Kraftfahrzeugen.

## Unternehmensgeschichte
Das Unternehmen aus Jakarta war Importeur für Lambretta. 1970 begann die Produktion von Dreirädern für den Personentransport. Ende der 1970er Jahre kamen Automobile dazu. Der Markenname lautete Italindo.

## Fahrzeuge
Das erste Modell war der Helicak, auch Helitjak geschrieben. Innocenti lieferte das Fahrgestell sowie den Motor aus dem DL 150 mit 150 cm³ Hubraum. Italindo vervollständigte die Fahrzeuge. Das einzelne Rad des Dreirads befand sich hinten, der Motor davor. Der Fahrer saß auf einem Sattel oberhalb des Motors. Die Kabine bot Platz für etwa zwei Fahrgäste und war zwischen den beiden Vorderrädern montiert. Von diesem Modell entstanden etwa 860 Fahrzeuge. 1987 wurden diese Fahrzeuge verboten und daraufhin vielfach verschrottet.
Ende der 1970er Jahre folgte der Super Helicak. Reliant aus England half bei der Entwicklung. Das Fahrgestell ähnelte dem des Reliant Robin. Das einzelne Rad war vorne. Die geschlossene Karosserie bestand aus Stahl. Der Fahrer saß vorne, daneben war Platz für einen weiteren Sitz oder Gepäck. Hinten war eine Sitzbank für zwei bis drei Personen. Zweizylinder-Zweitaktmotoren mit 125 cm³ Hubraum und 6 PS sowie mit 250 cm³ Hubraum und 12 PS Leistung standen zur Verfügung. Automatikgetriebe war Standard. Von diesem Modell entstanden mehrere Tausend Fahrzeuge.